# Дискографія SHINee
Південнокорейський бой-бенд SHINee, продюсований та керований SM Entertainment, випустив тринадцять студійних альбомів (два з яких були спліт-альбомами), чотири концертних альбоми, десять відеоальбомів, шість мініальбомів, сорок синглів і сорок шість музичних відео. Вони також брали участь у виконанні десяти саундтреків до різних корейських драм і були частиною зимового альбому SM Town 2011 Winter SMTown — The Warmest Gift та літнього альбому 2009 Summer SMTown — We Are Shining разом з іншими виконавцями SM.
SHINee дебютували в травні 2008 року зі своїм першим мініальбомом Replay та однойменним синглом. Пізніше вони випустили свій перший студійний альбом The SHINee World, який посів третє місце в чарті MIAK (Асоціації музичної індустрії Кореї) і був перевиданий як Amigo (2008). Разом з альбомом вийшли два сингли: «Love Like Oxygen» і «Amigo». Другий мініальбом SHINee Romeo вийшов 2009 року та містив їх четвертий сингл «Julette». Незабаром вийшов їхній третій мініальбом 2009, Year of Us (2009), з головним синглом «Ring Ding Dong». Їхній другий студійний альбом Lucifer вийшов у 2010 році та посів перше місце в чарті альбомів Gaon. Однойменний сингл з альбому потрапив у першу десятку чарту. Перевидання альбому 2010 року під назвою Hello також посіло перше місце в чарті альбомів Gaon і було продано понад 100 000 фізичних одиниць у Південній Кореї. Сингл «Hello» увійшов у том 10 синглів цифрового чарту Gaon. Було продано понад мільйон цифрових копій цього синглу.
Четвертий мініальбом SHINee Sherlock вийшов у 2012 році. Головний сингл «Sherlock (Clue + Note)» посів перше місце в цифровому чарті Gaon і посів третє місце в рейтингу Korea K-Pop Hot 100. Він став найпродаванішим цифровим синглом гурту в Південній Кореї з понад 1,7 мільйонами цифрових завантажень. 2013 року SHINee випустили студійний альбом із двох частин Dream Girl — The Misconceptions of You і Why So Serious? – The Misconceptions of Me, які пізніше були перевидані як The Misconceptions of Us (2013). Того ж року гурт випустив свій п'ятий мініальбом Everybody і ще один сингл номер один «Everybody». SHINee стали одним із найпродаваніших K-pop виконавців в Америці у 2013 році, також ставши одним із перших корейських музикантів, які потрапили в чарт Billboard Albums на кінець року. 2015 року SHINee випустили свій четвертий студійний альбом Odd із головним синглом «View», обидва з яких зайняли вершини чартів. Перевидання альбому Married to the Music вийшло того ж року з чотирма додатковими піснями. П'ятий студійний альбом 1 of 1 (2016), вийшов з однойменним головним синглом, а пізніше був перевиданий як 1 and 1. Гурт повернувся зі своїм шостим студійним альбомом The Story of Light (2018) на святкуванні свого десятиріччя. Альбом вийшов у трьох частинах, кожна з яких мала окремий головний сингл: «Good Evening», «I Want You» та «Our Page». 2021 року SHINee випустили свій сьомий студійний альбом Don't Call Me з однойменним головним синглом, а пізніше вийшло перевидання альбому під назвою Atlantis.
Японська версія «Replay», вийшла як «Replay (Kimi wa Boku no Everything)», була першим японськомовним релізом SHINee і досягла другої позиції в Oricon Singles Chart. За перший тиждень продажів було продано понад 91 000 примірників, встановивши новий рекорд для дебютного синглу корейського ідол-гурту в Японії. Тоді вони випустили свій перший японський студійний альбом The First (2011). Їхня перша оригінальна японська пісня «Dazzling Girl», яка вийшла як подвійний сингл з іншою японською оригінальною піснею «Run With Me», посіла друге місце в чартах Oricon і отримала золотий сертифікат RIAJ. 2013 року гурт випустив свій другий японський альбом Boys Meet U. За цим прослідували їхні третій, четвертий і п'ятий студійні альбоми I'm Your Boy (2014), D×D×D (2016) і Five (2017). 2021 року вони випустили свій перший японський мініальбом Superstar.

## Альбоми

### Студійні албоми
| Назва                                                                       | Деталі | Пікові позиції у чартах | Пікові позиції у чартах | Пікові позиції у чартах | Пікові позиції у чартах | Пікові позиції у чартах | Пікові позиції у чартах | Пікові позиції у чартах | Продажі                                                      | Сертифікації     |
| Назва                                                                       | Деталі | KOR                     | JPN                     | JPN Hot                 | TW                      | UK Down.                | US Heat.                | US World                | Продажі                                                      | Сертифікації     |
| Корейські                                                                   | Корейські | Корейські               | Корейські               | Корейські               | Корейські               | Корейські               | Корейські               | Корейські               | Корейські                                                    | Корейські        |
| --------------------------------------------------------------------------- | --- | ----------------------- | ----------------------- | ----------------------- | ----------------------- | ----------------------- | ----------------------- | ----------------------- | ------------------------------------------------------------ | ---------------- |
| The SHINee World                                                            | - Реліз: 28 серпня 2008 - Лейбл: SM Entertainment - Формат: CD, цифрове завантаження                                              | —                       | —                       | —                       | 11                      | —                       | —                       | —                       | - Південна Корея: 69,246                                     |                  |
| Lucifer                                                                     | - Реліз: 19 липня 2010 - Лейбл: SM Entertainment - Формат: CD, цифрове завантаження                                               | 1                       | 14                      | —                       | 7                       | —                       | —                       | —                       | - Південна Корея: 150,710 - Японія: 19,283 - Тайвань: 30,000 |                  |
| The Misconceptions of Us                                                    | - Dream Girl — The Misconceptions of You - Реліз: 19 лютого 2013 - Лейбл: SM Entertainment - Формат: CD, цифрове завантаження     | 1                       | 10                      | —                       | 2                       | —                       | 5                       | 2                       | - Південна Корея: 184,719 - Японія: 24,376                   |                  |
| The Misconceptions of Us                                                    | - Why So Serious? — The Misconceptions of Me - Реліз: 26 квітня 2013 - Лейбл: SM Entertainment - Формат: CD, цифрове завантаження | 1                       | 8                       | —                       | 6                       | —                       | 5                       | 1                       | - Південна Корея: 147,551 - Японія: 23,972                   |                  |
| Odd                                                                         | - Реліз: 18 травня 2015 - Лейбл: SM Entertainment - Формат: CD, цифрове завантаження                                              | 1                       | 6                       | —                       | 4                       | —                       | 9                       | 1                       | - Південна Корея: 193,412 - Японія: 41,070 - США: 2,000      |                  |
| 1 of 1                                                                      | - Реліз: 5 жовтня 2016 - Лейбл: SM Entertainment - Формат: касета, CD, цифрове завантаження                                       | 1                       | 11                      | 15                      | —                       | —                       | 14                      | 2                       | - Південна Корея: 179,027 - Японія: 32,561                   |                  |
| The Story of Light                                                          | - The Story of Light EP.1 - Реліз: 28 травня 2018 - Лейбл: SM Entertainment - Формат: CD, цифрове завантаження                    | 1                       | 7                       | 6                       | —                       | 80                      | 2                       | 4                       | - Південна Корея: 116,152 - Японія: 13,147 - США: 2,000      |                  |
| The Story of Light                                                          | - The Story of Light EP.2 - Реліз: 11 червня 2018 - Лейбл: SM Entertainment - Формат: CD, цифрове завантаження                    | 1                       | 8                       | 6                       | —                       | —                       | 5                       | 4                       | - Південна Корея: 99,920 - Японія: 12,218 - США: 1,000       |                  |
| The Story of Light                                                          | - The Story of Light EP.3 - Реліз: 25 червня 2018 - Лейбл: SM Entertainment - Формат: CD, цифрове завантаження                    | 2                       | 18                      | 9                       | —                       | —                       | 11                      | 4                       | - Південна Корея: 98,757 - Японія: 11,604                    |                  |
| Don't Call Me                                                               | - Реліз: 22 лютого 2021 - Лейбл: SM Entertainment - Формат: CD, цифрове завантаження                                              | 1                       | 7                       | 8                       | —                       | 24                      | 14                      | 7                       | - Південна Корея: 313,309 - Японія: 44,711                   | - KMCA: Platinum |
| Hard                                                                        | - Реліз: 26 червня 2023 - Лейбл: SM Entertainment - Формат: CD, цифрове завантаження                                              | 2                       | 5                       | 3                       | —                       | 54                      | —                       | —                       | - Південна Корея: 394,132 - Японія: 24,785                   | - KMCA: Platinum |
| Японські                                                                    | |                         |                         |                         |                         |                         |                         |                         |                                                              |                  |
| The First                                                                   | - Реліз: 7 грудня 2011 - Лейбл: EMI Music Japan - Формат: CD, цифрове завантаження                                                | 3                       | 4                       | —                       | 4                       | —                       | —                       | —                       | - Японія: 99,565 - Південна Корея: 8,254                     | - RIAJ: Gold     |
| Boys Meet U                                                                 | - Реліз: 26 червня 2013 - Лейбл: EMI Records Japan, Universal Music Japan - Формат: CD, цифрове завантаження                      | —                       | 2                       | —                       | 10                      | —                       | —                       | —                       | - Японія: 69,010                                             | - RIAJ: Gold     |
| I'm Your Boy                                                                | - Реліз: 24 вересня 2014 - Лейбл: EMI Records, Universal Music Japan - Формат: CD, цифрове завантаження                           | 9                       | 1                       | —                       | 5                       | —                       | —                       | —                       | - Японія: 61,357 - Південна Корея: 3,662                     |                  |
| D×D×D                                                                       | - Реліз: January 1, 2016 - Лейбл: EMI Records, Universal Music Japan - Формат: CD, цифрове завантаження                           | —                       | 1                       | 3                       | 2                       | —                       | —                       | —                       | - Японія: 61,263                                             |                  |
| Five                                                                        | - Реліз: 27 січня 2017 - Лейбл: EMI Records, Universal Music Japan - Формат: CD, цифрове завантаження                             | —                       | 3                       | 3                       | 1                       | —                       | —                       | —                       | - Японія: 78,634 (Фіз.) - Японія: 5,647 (Циф.)               |                  |
| «—» релізи, що не потрапили у чарти або не виходили у відповідних регіонах. | |                         |                         |                         |                         |                         |                         |                         |                                                              |                  |

### Перевидання
| Назва                                                                       | Деталі                                                                                  | Пікові позиції у чартах | Пікові позиції у чартах | Пікові позиції у чартах | Пікові позиції у чартах | Продажі                                   |
| Назва                                                                       | Деталі                                                                                  | KOR                     | JPN                     | JPN Hot                 | US World                | Продажі                                   |
| --------------------------------------------------------------------------- | --------------------------------------------------------------------------------------- | ----------------------- | ----------------------- | ----------------------- | ----------------------- | ----------------------------------------- |
| Amigo                                                                       | - Реліз: 29 жовтня 2008 - Лейбл: SM Entertainment - Формат: CD, цифрове завантаження    | —                       | 47                      | —                       | —                       | - Південна Корея: 23,017 - Японія: 3,515  |
| Hello                                                                       | - Реліз: 4 жовтня 2010 - Лейбл: SM Entertainment - Формат: CD, цифрове завантаження     | 1                       | —                       | —                       | —                       | - Південна Корея: 104,627 - Японія: 4,148 |
| Married to the Music                                                        | - Реліз: 3 серпня 2015 - Лейбл: SM Entertainment - Формат: CD, цифрове завантаження     | 1                       | —                       | —                       | 5                       | - Південна Корея: 107,737                 |
| 1 and 1                                                                     | - Реліз: 15 листопада 2016 - Лейбл: SM Entertainment - Формат: CD, цифрове завантаження | 1                       | —                       | —                       | —                       | - Південна Корея: 82,522                  |
| Atlantis                                                                    | - Реліз: 12 квітня 2021 - Лейбл: SM Entertainment - Формат: CD, цифрове завантаження    | 2                       | —                       | 7                       | —                       | - Південна Корея: 147,576                 |
| «—» релізи, що не потрапили у чарти або не виходили у відповідних регіонах. |                                                                                         |                         |                         |                         |                         |                                           |

### Збірки
| Назва                                                                       | Деталі | Пікові позиції у чартах | Пікові позиції у чартах | Пікові позиції у чартах | Пікові позиції у чартах | Продажі                                  | Сертифікації |
| Назва                                                                       | Деталі | KOR                     | JPN                     | JPN Hot                 | US World                | Продажі                                  | Сертифікації |
| Корейські                                                                   | Корейські | Корейські               | Корейські               | Корейські               | Корейські               | Корейські                                | Корейські    |
| --------------------------------------------------------------------------- | --- | ----------------------- | ----------------------- | ----------------------- | ----------------------- | ---------------------------------------- | ------------ |
| The Misconceptions of Us                                                    | - Реліз: 8 серпня 2013 - Лейбл: SM Entertainment - Формат: CD, цифрове завантаження                          | 4                       | 17                      | —                       | —                       | - Південна Корея: 67,209 - Японія: 6,844 |              |
| The Story of Light Epilogue                                                 | - Реліз: 10 вересня 2018 - Лейбл: SM Entertainment - Формат: CD, цифрове завантаження                        | 1                       | 8                       | 19                      | 9                       | - Південна Корея: 58,931 - Японія: 9,801 |              |
| Японські                                                                    | |                         |                         |                         |                         |                                          |              |
| SHINee The Best From Now On                                                 | - Реліз: 18 квітня 2018 - Лейбл: EMI Records Japan, Universal Music Japan - Формат: CD, цифрове завантаження | —                       | 1                       | 1                       | —                       | - Японія: 100,471                        | - RIAJ: Gold |
| «—» релізи, що не потрапили у чарти або не виходили у відповідних регіонах. | |                         |                         |                         |                         |                                          |              |

### Концертні альбоми
| Назва                                                                       | Деталі                                                                               | Пікові позиції у чартах | Пікові позиції у чартах | Продажі                                  |
| Назва                                                                       | Деталі                                                                               | KOR                     | JPN                     | Продажі                                  |
| --------------------------------------------------------------------------- | ------------------------------------------------------------------------------------ | ----------------------- | ----------------------- | ---------------------------------------- |
| The 1st Concert Album «SHINee World»                                        | - Реліз: 1 лютого 2012 - Лейбл: SM Entertainment - Формат: CD, цифрове завантаження  | 2                       | 40                      | - Південна Корея: 34,115 - Японія: 5,026 |
| The 2nd Concert Album «SHINee World II»                                     | - Реліз: 2 квітня 2014 - Лейбл: SM Entertainment - Формат: CD, цифрове завантаження  | 5                       | 100                     | - Південна Корея: 9,726 - Японія: 1,980  |
| The 3rd Concert Album «SHINee World III»                                    | - Реліз: 11 грудня 2014 - Лейбл: SM Entertainment - Формат: CD, цифрове завантаження | 3                       | —                       | - Південна Корея: 15,635 - Японія: 4,517 |
| The 4th Concert Album «SHINee World IV»                                     | - Реліз: 22 квітня 2016 - Лейбл: SM Entertainment - Формат: CD, цифрове завантаження | 6                       | 43                      | - Південна Корея: 12,000 - Японія: 3,663 |
| «—» релізи, що не потрапили у чарти або не виходили у відповідних регіонах. |                                                                                      |                         |                         |                                          |

## Мініальбоми
| Назва                                                                       | Деталі                                                                                               | Пікові позиції у чартах | Пікові позиції у чартах | Пікові позиції у чартах | Пікові позиції у чартах | Пікові позиції у чартах | Пікові позиції у чартах | Продажі                                    | Сертифікації |
| Назва                                                                       | Деталі                                                                                               | KOR                     | JPN                     | JPN Hot                 | TW                      | US Heat                 | US World                | Продажі                                    | Сертифікації |
| Корейські                                                                   | Корейські                                                                                            | Корейські               | Корейські               | Корейські               | Корейські               | Корейські               | Корейські               | Корейські                                  | Корейські    |
| --------------------------------------------------------------------------- | --- | ----------------------- | ----------------------- | ----------------------- | ----------------------- | ----------------------- | ----------------------- | ------------------------------------------ | ------------ |
| Replay                                                                      | - Реліз: 22 травня 2008 - Лейбл: SM Entertainment - Формат: CD, цифрове завантаження                 | —                       | —                       | —                       | 17                      | —                       | —                       | - Південна Корея: 32,171                   |              |
| Romeo                                                                       | - Реліз: 25 травня 2009 - Лейбл: SM Entertainment - Формат: CD, цифрове завантаження                 | —                       | —                       | —                       | 11                      | —                       | —                       | - Південна Корея: 29,589 - Японія: 3,485   |              |
| 2009, Year of Us                                                            | - Реліз: 22 жовтня 2009 - Лейбл: SM Entertainment - Формат: CD, цифрове завантаження                 | —                       | —                       | —                       | —                       | —                       | —                       | - Південна Корея: 40,865 - Японія: 4,893   |              |
| Sherlock                                                                    | - Реліз: 21 березня 2012 - Лейбл: SM Entertainment - Формат: CD, цифрове завантаження                | 1                       | 13                      | —                       | 3                       | 10                      | 5                       | - Південна Корея: 213,861 - Японія: 23,680 |              |
| Everybody                                                                   | - Реліз: 14 жовтня 2013 - Лейбл: SM Entertainment, EMI Music - Формат: CD, цифрове завантаження      | 1                       | 7                       | —                       | 7                       | 20                      | 2                       | - Південна Корея: 156,000 - Японія: 22,365 |              |
| Японські                                                                    | |                         |                         |                         |                         |                         |                         |                                            |              |
| Superstar                                                                   | - Реліз: 28 червня 2021 - Лейбл: EMI Japan, Universal Music Japan - Формат: CD, цифрове завантаження | —                       | 1                       | 2                       | —                       | —                       | —                       | - Японія: 78,265 (Фіз.)                    | - RIAJ: Gold |
| «—» релізи, що не потрапили у чарти або не виходили у відповідних регіонах. | |                         |                         |                         |                         |                         |                         |                                            |              |

## Сингли

### Корейські сингли
| «Replay» (누난 너무 예뻐)                                                   | 2008 | —  | —  | —  | 12 | - США: 22,000                             | Replay                                     |
| «Love Like Oxygen» (산소 같은 너)                                           | 2008 | —  | —  | —  | —  |                                           | The SHINee World                           |
| «Amigo» (아.미.고)                                                          | 2008 | —  | —  | —  | —  |                                           | Amigo                                      |
| «Juliette» (줄리엣)                                                         | 2009 | —  | —  | —  | —  |                                           | Romeo                                      |
| «Ring Ding Dong»                                                            | 2009 | 85 | —  | —  | 16 | - США: 38,000                             | 2009, Year of Us                           |
| «JoJo»                                                                      | 2009 | 29 | —  | —  | —  |                                           | 2009, Year of Us                           |
| «Lucifer»                                                                   | 2010 | 2  | —  | —  | 3  | - Південна Корея: 1,431,431 - США: 67,000 | Lucifer                                    |
| «Hello»                                                                     | 2010 | 7  | —  | —  | 3  | - Південна Корея: 1,005,756 - США: 38,000 | Hello                                      |
| «Sherlock (Clue + Note)» (셜록)                                             | 2012 | 1  | 3  | —  | 4  | - Південна Корея: 1,720,124 - США: 30,000 | Sherlock                                   |
| «Dream Girl»                                                                | 2013 | 1  | 3  | —  | 3  | - Південна Корея: 942,747                 | Dream Girl — The Misconceptions of You     |
| «Why So Serious?»                                                           | 2013 | 15 | 16 | —  | 6  | - Південна Корея: 467,439                 | Why So Serious? — The Misconceptions of Me |
| «Everybody»                                                                 | 2013 | 1  | 15 | —  | 3  | - Південна Корея: 452,465                 | Everybody                                  |
| «View»                                                                      | 2015 | 1  | —  | —  | 2  | - Південна Корея: 724,659                 | Odd                                        |
| «Married to the Music»                                                      | 2015 | 8  | —  | —  | 5  | - Південна Корея: 193,583                 | Married to the Music                       |
| «1 of 1»                                                                    | 2016 | 4  | —  | —  | 3  | - Південна Корея: 235,410                 | 1 of 1                                     |
| «Tell Me What to Do»                                                        | 2016 | 4  | —  | —  | 3  | - Південна Корея: 130,428                 | 1 and 1                                    |
| «Good Evening» (데리러가)                                                   | 2018 | 10 | 15 | 26 | 8  |                                           | The Story of Light EP.1                    |
| «I Want You»                                                                | 2018 | 20 | 9  | 47 | 10 |                                           | The Story of Light EP.2                    |
| «Our Page» (네가 남겨둔 말)                                                 | 2018 | 37 | 31 | 92 | 16 |                                           | The Story of Light EP.3                    |
| «Countless» (셀 수 없는)                                                    | 2018 | 74 | —  | 76 | 4  |                                           | The Story of Light Epilogue                |
| «Don't Call Me»                                                             | 2021 | 3  | 7  | 98 | 8  |                                           | Don't Call Me                              |
| «Atlantis»                                                                  | 2021 | 11 | 34 | —  | 3  |                                           | Atlantis                                   |
| «Hard»                                                                      | 2023 | 7  | —  | —  | 13 |                                           | Hard                                       |
| «—» релізи, що не потрапили у чарти або не виходили у відповідних регіонах. |      |    |    |    |    |                                           |                                            |

### Японські сингли
| «Replay» (яп. Replay -君は僕のeverything-)                                  | 2011 | —   | 2 | 2  | - Японія: 114,314 | - RIAJ: Gold | The First                   |
| «Juliette»                                                                  | 2011 | —   | 3 | 3  | - Японія: 73,736  |              | The First                   |
| «Lucifer»                                                                   | 2011 | —   | 2 | 4  | - Японія: 62,689  |              | The First                   |
| «Sherlock»                                                                  | 2012 | —   | 2 | 4  | - Японія: 69,316  |              | Boys Meet U                 |
| «Dazzling Girl»                                                             | 2012 | —   | 2 | 2  | - Японія: 110,915 | - RIAJ: Gold | Boys Meet U                 |
| «1000nen, Zutto Soba ni Ite...» (яп. 1000年、ずっとそばにいて…)             | 2012 | —   | 3 | 3  | - Японія: 47,637  |              | Boys Meet U                 |
| «Fire»                                                                      | 2013 | —   | 5 | 7  | - Японія: 54,928  |              | Boys Meet U                 |
| «Boys Meet U»                                                               | 2013 | —   | 2 | 2  | - Японія: 124,729 | - RIAJ: Gold | I'm Your Boy                |
| «3 2 1»                                                                     | 2013 | 161 | 3 | 2  | - Японія: 83,874  |              | I'm Your Boy                |
| «Lucky Star»                                                                | 2014 | —   | 3 | 2  | - Японія: 41,324  |              | I'm Your Boy                |
| «Your Number»                                                               | 2015 | —   | 2 | 3  | - Японія: 134,391 | - RIAJ: Gold | D×D×D                       |
| «Sing Your Song»                                                            | 2015 | —   | 5 | 5  | - Японія: 60,189  |              | D×D×D                       |
| «Kimi no Seide» (яп. 君のせいで)                                            | 2016 | —   | 2 | 4  | - Японія: 69,886  |              | Five                        |
| «Winter Wonderland»                                                         | 2016 | —   | 2 | 3  | - Японія: 96,412  | - RIAJ: Gold | Five                        |
| «From Now On»                                                               | 2018 | —   | — | 14 |                   |              | SHINee The Best From Now On |
| «Sunny Side»                                                                | 2018 | —   | 4 | 5  | - Японія: 82,092  | - RIAJ: Gold | Сингл без альбому           |
| «Superstar»                                                                 | 2021 | —   | — | 64 |                   |              | Superstar                   |
| «—» релізи, що не потрапили у чарти або не виходили у відповідних регіонах. |      |     |   |    |                   |              |                             |

## Саундтреки
| Назва                                                                       | Рік  | Пікові позиції у чартах | Пікові позиції у чартах | Альбом                                     |
| Назва                                                                       | Рік  | KOR                     | KOR Hot                 | Альбом                                     |
| --------------------------------------------------------------------------- | ---- | ----------------------- | ----------------------- | ------------------------------------------ |
| «Stand By Me»                                                               | 2009 | —                       | —                       | Boys Over Flowers OST Part 1               |
| «Bodyguard»                                                                 | 2009 | —                       | —                       | Digital single for Boys Over Flowers       |
| «Countdown»                                                                 | 2009 | —                       | —                       | Dream: Original Soundtrack                 |
| «Fly High»                                                                  | 2010 | 38                      | —                       | Prosecutor Princess OST Part 1             |
| «Haru» (하루)                                                               | 2010 | 54                      | —                       | Haru Original Soundtrack                   |
| «Haru» (Rock version)                                                       | 2010 | —                       | —                       | Haru Original Soundtrack                   |
| «Haru» (X-Mas version) (featuring Oh Joon-sung)                             | 2010 | 72                      | —                       | Haru Original Soundtrack Christmas Version |
| «Stranger»                                                                  | 2011 | 27                      | 63                      | Stranger OST                               |
| «Green Rain»                                                                | 2013 | 44                      | 18                      | The Queen's Classroom OST Part 2           |
| «—» релізи, що не потрапили у чарти або не виходили у відповідних регіонах. |      |                         |                         |                                            |

## Інші пісні у чартах
| Назва                                                                       | Рік       | Пікові позиції у чартах | Пікові позиції у чартах | Пікові позиції у чартах | Пікові позиції у чартах | Альбом                                     |
| Назва                                                                       | Рік       | KOR                     | KOR Hot                 | JPN Hot                 | US World                | Альбом                                     |
| Корейські                                                                   | Корейські | Корейські               | Корейські               | Корейські               | Корейські               | Корейські                                  |
| --------------------------------------------------------------------------- | --------- | ----------------------- | ----------------------- | ----------------------- | ----------------------- | ------------------------------------------ |
| «Obsession» (욕 (慾))                                                       | 2010      | 39                      | —                       | —                       | —                       | Lucifer                                    |
| «Love Still Goes On» (사.계.후)                                             | 2010      | 56                      | —                       | —                       | —                       | Lucifer                                    |
| «Up & Down»                                                                 | 2010      | 58                      | —                       | —                       | 18                      | Lucifer                                    |
| «Electric Heart'»                                                           | 2010      | 62                      | —                       | —                       | —                       | Lucifer                                    |
| «Your Name»                                                                 | 2010      | 63                      | —                       | —                       | —                       | Lucifer                                    |
| «Quasimodo» (화살)                                                          | 2010      | 64                      | —                       | —                       | —                       | Lucifer                                    |
| «A-Yo»                                                                      | 2010      | 65                      | —                       | —                       | —                       | Lucifer                                    |
| «Life»                                                                      | 2010      | 69                      | —                       | —                       | —                       | Lucifer                                    |
| «Ready or Not»                                                              | 2010      | 71                      | —                       | —                       | —                       | Lucifer                                    |
| «Shout Out» (악)                                                            | 2010      | 75                      | —                       | —                       | —                       | Lucifer                                    |
| «Wowowow»                                                                   | 2010      | 78                      | —                       | —                       | —                       | Lucifer                                    |
| «Love Pain»                                                                 | 2010      | 81                      | —                       | —                       | —                       | Lucifer                                    |
| «One» (하나)                                                                | 2010      | 86                      | —                       | —                       | —                       | Hello                                      |
| «Get It»                                                                    | 2010      | 110                     | —                       | —                       | —                       | Hello                                      |
| «Last Christmas» (Wham! cover)                                              | 2011      | 133                     | —                       | —                       | —                       | 2011 SMTown Winter: The Warmest Gift       |
| «Note»                                                                      | 2012      | 18                      | 49                      | —                       | —                       | Sherlock                                   |
| «Alarm Clock» (알람시계)                                                    | 2012      | 23                      | 51                      | —                       | —                       | Sherlock                                   |
| «Clue»                                                                      | 2012      | 24                      | 53                      | —                       | —                       | Sherlock                                   |
| «Honesty» (늘 그 자리에)                                                    | 2012      | 26                      | 55                      | —                       | —                       | Sherlock                                   |
| «Stranger» (낯선자)                                                         | 2012      | 27                      | 63                      | —                       | —                       | Sherlock                                   |
| «The Reason»                                                                | 2012      | 31                      | 66                      | —                       | —                       | Sherlock                                   |
| «Aside» (방백)                                                              | 2013      | 23                      | 32                      | —                       | —                       | Dream Girl — The Misconceptions of You     |
| «Punch Drunk Love»                                                          | 2013      | 30                      | 83                      | —                       | —                       | Dream Girl — The Misconceptions of You     |
| «Girls, Girls, Girls»                                                       | 2013      | 31                      | 68                      | —                       | —                       | Dream Girl — The Misconceptions of You     |
| «Beautiful» (아름다워)                                                      | 2013      | 32                      | 54                      | —                       | 22                      | Dream Girl — The Misconceptions of You     |
| «Hitchhiking» (히치하이킹)                                                  | 2013      | 36                      | 91                      | —                       | —                       | Dream Girl — The Misconceptions of You     |
| «Spoiler»                                                                   | 2013      | 37                      | 97                      | —                       | 17                      | Dream Girl — The Misconceptions of You     |
| «Dynamite» (다이너마이트)                                                   | 2013      | 45                      | —                       | —                       | 21                      | Dream Girl — The Misconceptions of You     |
| «Runaway»                                                                   | 2013      | 48                      | —                       | —                       | —                       | Dream Girl — The Misconceptions of You     |
| «Sleepless Night» (떠나지 못해)                                             | 2013      | 100                     | 87                      | —                       | —                       | Why So Serious? — The Misconceptions of Me |
| «Shine (Medusa I)»                                                          | 2013      | 100                     | 80                      | —                       | —                       | Why So Serious? — The Misconceptions of Me |
| «Nightmare»                                                                 | 2013      | 113                     | 100                     | —                       | —                       | Why So Serious? — The Misconceptions of Me |
| «Orgel» (오르골)                                                            | 2013      | 115                     | —                       | —                       | —                       | Why So Serious? — The Misconceptions of Me |
| «Like a Fire»                                                               | 2013      | 116                     | 92                      | —                       | —                       | Why So Serious? — The Misconceptions of Me |
| «Evil»                                                                      | 2013      | 121                     | —                       | —                       | 21                      | Why So Serious? — The Misconceptions of Me |
| «Excuse Me Miss»                                                            | 2013      | 123                     | —                       | —                       | —                       | Why So Serious? — The Misconceptions of Me |
| «Dangerous (Medusa II)»                                                     | 2013      | 127                     | —                       | —                       | —                       | Why So Serious? — The Misconceptions of Me |
| «Selene 6.23» (너와 나의 거리)                                              | 2013      | 9                       | 13                      | —                       | —                       | The Misconceptions of Us                   |
| «Better Off» (버리고 가)                                                    | 2013      | 44                      | 55                      | —                       | —                       | The Misconceptions of Us                   |
| «Symptoms» (상사병)                                                         | 2013      | 12                      | 57                      | —                       | 5                       | Everybody                                  |
| «Close the Door» (닫아줘)                                                   | 2013      | 31                      | 89                      | —                       | —                       | Everybody                                  |
| «One Minute Back» (1분만)                                                   | 2013      | 32                      | 90                      | —                       | —                       | Everybody                                  |
| «Colorful»                                                                  | 2013      | 36                      | 98                      | —                       | —                       | Everybody                                  |
| «Queen of New York» (빗 속 뉴욕)                                            | 2013      | 37                      | 95                      | —                       | —                       | Everybody                                  |
| «Destination»                                                               | 2013      | 42                      | —                       | —                       | —                       | Everybody                                  |
| «Love Sick»                                                                 | 2015      | 9                       | —                       | —                       | —                       | Odd                                        |
| «Odd Eye»                                                                   | 2015      | 21                      | —                       | —                       | —                       | Odd                                        |
| «An Encore» (재연)                                                          | 2015      | 26                      | —                       | —                       | —                       | Odd                                        |
| «An Ode to You» (너의 노래가 되어)                                          | 2015      | 29                      | —                       | —                       | —                       | Odd                                        |
| «Romance»                                                                   | 2015      | 31                      | —                       | —                       | —                       | Odd                                        |
| «Farewell My Love» (이별의 길)                                              | 2015      | 36                      | —                       | —                       | —                       | Odd                                        |
| «Black Hole»                                                                | 2015      | 37                      | —                       | —                       | —                       | Odd                                        |
| «Trigger»                                                                   | 2015      | 39                      | —                       | —                       | —                       | Odd                                        |
| «Woof Woof»                                                                 | 2015      | 42                      | —                       | —                       | —                       | Odd                                        |
| «Alive»                                                                     | 2015      | 43                      | —                       | —                       | —                       | Odd                                        |
| «Savior»                                                                    | 2015      | 49                      | —                       | —                       | 8                       | Married to the Music                       |
| «Hold You»                                                                  | 2015      | 79                      | —                       | —                       | 14                      | Married to the Music                       |
| «Chocolate»                                                                 | 2015      | 80                      | —                       | —                       | 10                      | Married to the Music                       |
| «Don't Let Me Go» (투명 우산)                                               | 2016      | 29                      | —                       | —                       | —                       | 1 of 1                                     |
| «Prism»                                                                     | 2016      | 52                      | —                       | —                       | —                       | 1 of 1                                     |
| «Feel Good»                                                                 | 2016      | 69                      | —                       | —                       | —                       | 1 of 1                                     |
| «Lipstick»                                                                  | 2016      | 76                      | —                       | —                       | —                       | 1 of 1                                     |
| «Shift»                                                                     | 2016      | 77                      | —                       | —                       | —                       | 1 of 1                                     |
| «So Amazing»                                                                | 2016      | 78                      | —                       | —                       | —                       | 1 of 1                                     |
| «Don't Stop»                                                                | 2016      | 80                      | —                       | —                       | —                       | 1 of 1                                     |
| «U Need Me»                                                                 | 2016      | 85                      | —                       | —                       | —                       | 1 of 1                                     |
| «Wish Upon a Star» (별빛 바램)                                              | 2016      | 84                      | —                       | —                       | 16                      | 1 and 1                                    |
| «Beautiful Life» (한마디)                                                   | 2016      | 86                      | —                       | —                       | 12                      | 1 and 1                                    |
| «All Day All Night»                                                         | 2018      | 93                      | —                       | —                       | —                       | The Story of Light EP.1                    |
| «You & I» (안녕)                                                            | 2018      | 100                     | —                       | —                       | —                       | The Story of Light EP.1                    |
| «Lock You Down»                                                             | 2018      | 95                      | 19                      | —                       | —                       | The Story of Light EP.3                    |
| «Heart Attack»                                                              | 2021      | 110                     | 51                      | —                       | —                       | Don't Call Me                              |
| «Marry You»                                                                 | 2021      | 115                     | 91                      | —                       | —                       | Don't Call Me                              |
| «Cøde»                                                                      | 2021      | 116                     | 73                      | —                       | —                       | Don't Call Me                              |
| «Kind» (빈칸)                                                               | 2021      | 117                     | 55                      | —                       | —                       | Don't Call Me                              |
| «I Really Want You»                                                         | 2021      | 118                     | 79                      | —                       | —                       | Don't Call Me                              |
| «Kiss Kiss»                                                                 | 2021      | 124                     | 98                      | —                       | —                       | Don't Call Me                              |
| «Body Rhythm»                                                               | 2021      | 126                     | —                       | —                       | —                       | Don't Call Me                              |
| «Attention»                                                                 | 2021      | 127                     | —                       | —                       | —                       | Don't Call Me                              |
| «Area» (같은 자리)                                                          | 2021      | —                       | —                       | —                       | 6                       | Atlantis                                   |
| «Days and Years»                                                            | 2021      | —                       | —                       | —                       | 7                       | Atlantis                                   |
| «Juice»                                                                     | 2023      | 167                     | —                       | —                       | —                       | Hard                                       |
| «Satellite»                                                                 | 2023      | 188                     | —                       | —                       | —                       | Hard                                       |
| Японські                                                                    |           |                         |                         |                         |                         |                                            |
| «To Your Heart»                                                             | 2011      | —                       | —                       | 67                      | —                       | The First                                  |
| «Breaking News»                                                             | 2013      | 171                     | —                       | 52                      | —                       | Boys Meet U                                |
| «—» релізи, що не потрапили у чарти або не виходили у відповідних регіонах. |           |                         |                         |                         |                         |                                            |

## Відеографія

### Відеоальбоми
| Назва                                                                       | Деталі                                                                                     | Пікові позиції у чартах | Пікові позиції у чартах | Продажі          |
| Назва                                                                       | Деталі                                                                                     | JPN DVD                 | JPN BD                  | Продажі          |
| Японські                                                                    | Японські                                                                                   | Японські                | Японські                | Японські         |
| --------------------------------------------------------------------------- | ------------------------------------------------------------------------------------------ | ----------------------- | ----------------------- | ---------------- |
| SHINee The 1st Concert in Japan «SHINee World»                              | - Реліз: 11 січня 2012 - Мова: японська - Лейбл: SM, EMI Japan - Формат: DVD               | 2                       | —                       | - Японія: 46,283 |
| SHINee The First Japan Arena Tour «SHINee World 2012»                       | - Реліз: 12 грудня 2012 - Мова: японська - Лейбл: EMI Japan - Формат: DVD, Blu-ray         | 2                       | 4                       | - Японія: 50,693 |
| Japan Arena Tour SHINee World 2013 «Boys Meet U»                            | - Реліз: 2 квітня 2014 - Мова: японська - Лейбл: EMI Japan - Формат: DVD, Blu-ray          | 2                       | 3                       | - Японія: 35,025 |
| SHINee World 2014 «I'm Your Boy» Special Edition in Tokyo Dome              | - Реліз: 1 липня 2015 - Мова: японська - Лейбл: EMI Japan - Формат: DVD, Blu-ray           | 3                       | 2                       | - Японія: 64,872 |
| Visual Music by SHINee: Music Video Collection                              | - Реліз: 29 червня 2016 - Мова: японська - Лейбл: EMI Japan, SM - Формат: DVD, Blu-ray     | 4                       | 2                       | - Японія: 23,571 |
| SHINee World 2016 «DxDxD» Special Edition in Tokyo Dome                     | - Реліз: 28 вересня 2016 - Мова: японська - Лейбл: EMI Japan, SM - Формат: DVD, Blu-ray    | 4                       | 3                       | - Японія: 68,699 |
| SHINee World The Best 2018 «From Now On» in Tokyo Dome                      | - Реліз: 27 червня 2018 - Мова: японська - Лейбл: EMI Japan, SM - Формат: DVD, Blu-ray     | 3                       | 1                       | - Японія: 71,577 |
| SHINee World J Presents: SHINee Special Fan Event in Tokyo Dome             | - Реліз: 12 грудня 2018 - Мова: японська - Лейбл: EMI Japan, SM - Формат: DVD, Blu-ray     | 4                       | 2                       |                  |
| SHINee World J Presents: Bistro de SHINee                                   | - Реліз: 24 листопада 2021 - Мова: японська - Лейбл: EMI Japan, SM - Формат: DVD, Blu-ray  | 13                      | 7                       |                  |
| Корейська                                                                   |                                                                                            |                         |                         |                  |
| SHINee — The 1st Concert «SHINee World»                                     | - Реліз: 8 серпня 2012 - Мова: корейська - Лейбл: SM Entertainment - Формат: DVD           | —                       | —                       |                  |
| SHINee — The 2nd Concert «SHINee World II» in Seoul                         | - Реліз: 20 червня 2014 - Мова: корейська - Лейбл: SM Entertainment - Формат: DVD          | —                       | —                       |                  |
| SHINee — The 3rd Concert «SHINee World III» in Seoul                        | - Реліз: 24 квітня 2015 - Мова: корейська - Лейбл: SM Entertainment - Формат: DVD          | —                       | —                       |                  |
| SHINee — The 4th Concert «SHINee World IV»                                  | - Реліз: 16 червня 2016 - Мова: корейська - Лейбл: SM Entertainment - Формат: DVD, Blu-Ray | —                       | —                       |                  |
| SHINee — The 5th Concert «SHINee World V» in Seoul                          | - Реліз: 14 березня 2017 - Мова: корейська - Лейбл: SM Entertainment - Формат: DVD         | —                       | —                       |                  |
| «—» релізи, що не потрапили у чарти або не виходили у відповідних регіонах. |                                                                                            |                         |                         |                  |

### Музичні відео
| Назва                                 | Рік       | Режисер                      |
| Корейські                             | Корейські | Корейські                    |
| ------------------------------------- | --------- | ---------------------------- |
| «Replay»                              | 2008      | Невідомий                    |
| «Love Like Oxygen»                    | 2008      | Lee Sang-gyu                 |
| «Amigo»                               | 2008      | Cheon Hyuk-jin               |
| «Juliette»                            | 2009      | Lee Sang-kyu                 |
| «Ring Ding Dong»                      | 2009      | Cho Soo-hyun                 |
| «Lucifer»                             | 2010      | Cho Soo-hyun                 |
| «Hello»                               | 2010      | Hong Won-ki                  |
| «Sherlock (Clue + Note)»              | 2012      | Cho Soo-hyun                 |
| «Dream Girl»                          | 2013      | Seong Wonmo (Digipedi)       |
| «Why So Serious?»                     | 2013      | Cho Soo-hyun                 |
| «Everybody»                           | 2013      | Jang Jae-hyuk                |
| «Colorful»                            | 2013      | Невідомий                    |
| «View»                                | 2015      | Shin Hee-won                 |
| «Married to the Music»                | 2015      | Shin Hee-won                 |
| «1 of 1»                              | 2016      | Chung Jin-soo                |
| «Tell Me What To Do»                  | 2016      | Kim Woo-je (ETUI Collective) |
| «Good Evening»                        | 2018      | Shin Hee-won                 |
| «I Want You»                          | 2018      | Shin Hee-won                 |
| «Our Page»                            | 2018      | Dee Shin                     |
| «Countless»                           | 2018      | Korlio (August Frogs)        |
| «Don't Call Me»                       | 2021      | Song Min-kyu                 |
| «Atlantis»                            | 2021      | 725 (SL8 Visual Lab)         |
| «The Feeling»                         | 2023      | Lee Rae-gyeong (BTS Film)    |
| «Hard»                                | 2023      | VM Project                   |
| «Juice»                               | 2023      | Samson (Highqualityfish)     |
| Японські                              |           |                              |
| «Replay (Kimi wa Boku no Everything)» | 2011      | Lee Sang-kyu                 |
| «Juliette»                            | 2011      | Cho Soo-hyun                 |
| «Lucifer»                             | 2011      | Hong Won-ki                  |
| «Sherlock»                            | 2012      | Cho Soo-hyun                 |
| «Dazzling Girl»                       | 2012      | Hideaki Sunaga               |
| «1000nen, Zutto Soba ni Ite...»       | 2012      | Okita Masaki                 |
| «Fire»                                | 2013      | Sueyoshi Nobb                |
| «Breaking News»                       | 2013      | Hideaki Sunaga               |
| «Boys Meet U»                         | 2013      | Takashi Inoue                |
| «Everybody»                           | 2013      | Jang Jae-hyeok               |
| «3 2 1»                               | 2013      | Shoichi «David» Haruyama     |
| «Lucky Star»                          | 2014      | Tsuyoshi Inoue               |
| «Downtown Baby»                       | 2014      | Jang Jae-hyuk                |
| «Your Number»                         | 2015      | Hong Won-ki                  |
| «Sing Your Song»                      | 2015      | Takehisa Masaki              |
| «D×D×D»                               | 2015      | Hideaki Sunaga               |
| «Kimi no Seide»                       | 2016      | Choku                        |
| «Winter Wonderland»                   | 2016      | Hideaki Sunaga               |
| «Get The Treasure»                    | 2017      | Daisuke «Nino» Ninomiya      |
| «Sunny Side»                          | 2018      | Peanuttart                   |
| «Superstar»                           | 2021      | Sushivisual                  |

### Лірик-відео
| Пісня        | Рік  | Нотатки |
| ------------ | ---- | --- |
| «Symptoms»   | 2013 | First official lyric video release for SHINee's b-side single from the fifth EP, Everybody                                                  |
| «Every Time» | 2018 | Official lyric for the promotional song from SHINee's first Japanese compilation, SHINee The Best From Now On                               |
| «Our Page»   | 2018 | Official lyric video, for the title track of The Story of Light EP.3, released on SM's real-time, multi-live broadcasting platform !t Live. |
| «Tonight»    | 2018 | Official lyric video, from The Story of Light EP.3, also released on !t Live.                                                               |

### Інші музичні відео
| Назва        | Рік  | Нотатки |
| ------------ | ---- | --- |
| «Bodyguard»  | 2009 | Promotional video for Samsung Anycall and drama Boys Over Flowers.                                                       |
| «Countdown»  | 2009 | Promotional video for drama Dream.                                                                                       |
| «Fly High»   | 2010 | Promotional video for drama Prosecutor Princess.                                                                         |
| «Haru»       | 2010 | Promotional video for web-drama Haru.                                                                                    |
| «Obsession»  | 2010 | Promotional video for film The Warrior's Way.                                                                            |
| «Green Rain» | 2013 | Promotional video for drama The Queen's Classroom. SHINee makes an appearance practicing choreography with cast members. |

## Нотатки
1. 1 2 3 4 5 6  Prior to the establishment of the Gaon Music Chart in 2010, South Korea's music charts were supplied by the Music Industry Association of Korea (MIAK), which stopped compiling data in 2008[67]. There are no known cumulative chart records for albums sold in 2009.
2. ↑  Music Industry Association of Korea (MIAK) compiled sales figures for music releases until 2008. The album The SHINee World, which was released in 2008, peaked at number three on the MIAK chart[1].
3. ↑  The Music Industry Association of Korea (MIAK) compiled sales figures for music releases until 2008. The EP Replay, which was released in 2008, peaked at number eight on the monthly MIAK chart for June 2008.[60]
4. ↑  Sales figures for Korean-language singles are digital, while sales figures for Japanese-language singles are physical, except where noted. Up until 2017, the number of downloads for songs on the Korean Gaon Digital Chart were visible to the public but starting January, 2018 these numbers are no more displayed[66]. US sales are based on digital downloads.
5. 1 2 3  
  - Prior to the issue date of August 25, 2011, the K-Pop Hot 100 did not exist. Singles had previously charted exclusively on the Gaon Single Chart. It stopped charting in May 2014[70] and was relaunched in December 2017.[71]
  - Chart positions for the Billboard K-Pop Hot 100 Chart beyond the first fifty are only viewable with a subscription on Billboard.com/biz.
6. 1 2  Chart positions for the Billboard World Digital Songs chart beyond the most recent three positions are only viewable with a subscription on Billboard.com/biz.